# Vanitas (filme)
Vanitas é um filme português, realizado por Paulo Rocha, lançado em 2004.
A actriz Isabel Ruth recebeu o Globo de Ouro português em 2007, pela sua participação neste filme.

## Enredo
Nela Calheiros, uma estilista portuense no apogeu da sua carreira, tomou-se de amores pela filha de uma costureira do seu atelier, a perturbante Mila. Nela tirou Mila de um modesto lar e projectou-a para a ribalta do mundo da moda.
À volta da luz lunar de Mila gravitam três homens por ela apaixonados: o padrasto Augusto, chefe dos coveiros do cemitério Prado do Repouso; o sedutor Alfredo, seu primo direito e ex-presidiário; Justino, surdo-mudo, fiel servidor da manequim.
Apesar de endeusada por todos, Mila entra num estranho processo de desamor de si – sentimentos de culpa, crises de anorexia, extremo cansaço – que parece condená-la a um fim próximo e funesto.

## Ficha técnica
- Realização: Paulo Rocha
- Elenco: Isabel Ruth, Joana Bárcia, Filipe Cochofel, Pedro Miguel Silva, João Pedro Bénard, João Pedro Vaz.
- Género: Drama
- Título original: "Vanitas"
- Portugal, 2004
- Duração: 1h 42m
- Classif: M/16 anos

## Elenco
- Isabel Ruth - Nela Calheiros
- Joana Bárcia - Mila
- Filipe Cochofel - Alfredo
- Pedro Miguel Silva - Tino
- João Pedro Bénard - Augusto
- João Pedro Vaz - Gonçalo
- Rosa Quiroga - Isolina
- Gracinda Nave - Sássa